# Ełcka Kolej Wąskotorowa
| Museumsbahn |                          |                                                     |                                                     |
| Kursbuchstrecke: | 120e (1934)              |                                                     |                                                     |
| Streckenlänge: | 48 km                    |                                                     |                                                     |
| Spurweite: | 1000 mm, ab 1951: 750 mm |                                                     |                                                     |
| |                          |                                                     |                                                     |
| \| \| 0,0 \| Ełk Wąsk. (Lyck) \| Ełk Wąsk. (Lyck) \| \| \| 4,0 \| Mrozy Wielkie (Groß Mrosen/Schönhorst (Ostpreußen)) \| Mrozy Wielkie (Groß Mrosen/Schönhorst (Ostpreußen)) \| \| \| 6,6 \| Regielnica (Regelnitzen/Regelnhof) \| Regielnica (Regelnitzen/Regelnhof) \| \| \| 9,7 \| Kałęczyny (Kallenczynnen/Lenzendorf) \| Kałęczyny (Kallenczynnen/Lenzendorf) \| \| \| 12,3 0,0 \| Laski Małe (Klein Lasken) \| Laski Małe (Klein Lasken) \| \| \| \| \| \| \| \| 2,9 \| Wiśniowo Ełckie (Wischniewen/Kölmersdorf) \| Wiśniowo Ełckie (Wischniewen/Kölmersdorf) \| \| \| 5,4 \| Kopijki (Goldenau) \| Kopijki (Goldenau) \| \| \| 7,4 \| Krzywe (Rundfließ) \| Krzywe (Rundfließ) \| \| \| 9,8 \| Zawady-Tworki (Sawadden/Grenzwacht) \| Zawady-Tworki (Sawadden/Grenzwacht) \| \| \| 15,2 \| Sypitki (Sypittken/Vierbrücken) \| Sypitki (Sypittken/Vierbrücken) \| \| \| \| Lega \| \| \| \| 18,4 \| Pisanica (Pissanitzen/Ebenfelde) \| Pisanica (Pissanitzen/Ebenfelde) \| \| \| 23,0 \| Romanowo (Romanowen/Heldenfelde) \| Romanowo (Romanowen/Heldenfelde) \| \| \| 24,9 \| Borzymy (Borzymmen/Borschimmen) \| Borzymy (Borzymmen/Borschimmen) \| \| \| 26,6 \| Dudki Ełckie (Imionken/Petzkau) \| Dudki Ełckie (Imionken/Petzkau) \| \| \| 28,6 \| Grądzkie Ełckie (Gronsken/Steinkendorf) \| Grądzkie Ełckie (Gronsken/Steinkendorf) \| \| \| 30,6 \| Kalinowo (Kallinowen/Dreimühlen) \| Kalinowo (Kallinowen/Dreimühlen) \| \| \| 33,0 \| Maże (Maaschen/Maschen (Ostpreußen)) \| Maże (Maaschen/Maschen (Ostpreußen)) \| \| \| 35,6 \| Milewo (Millau) \| Milewo (Millau) \| \| \| 38,2 \| Turowo (Thurowen/Auersberg) \| Turowo (Thurowen/Auersberg) \| |                          |                                                     |                                                     |
| Kopfbahnhof Streckenanfang | 0,0                      | Ełk Wąsk. (Lyck)                                    | Ełk Wąsk. (Lyck)                                    |
| Haltepunkt / Haltestelle | 4,0                      | Mrozy Wielkie (Groß Mrosen/Schönhorst (Ostpreußen)) | Mrozy Wielkie (Groß Mrosen/Schönhorst (Ostpreußen)) |
| Haltepunkt / Haltestelle | 6,6                      | Regielnica (Regelnitzen/Regelnhof)                  | Regielnica (Regelnitzen/Regelnhof)                  |
| Haltepunkt / Haltestelle | 9,7                      | Kałęczyny (Kallenczynnen/Lenzendorf)                | Kałęczyny (Kallenczynnen/Lenzendorf)                |
| Bahnhof | 12,3 0,0                 | Laski Małe (Klein Lasken)                           | Laski Małe (Klein Lasken)                           |
| Strecke von links (außer Betrieb) · Abzweig geradeaus und ehemals nach rechts |                          |                                                     |                                                     |
| Haltepunkt / Haltestelle (Strecke außer Betrieb) · Strecke | 2,9                      | Wiśniowo Ełckie (Wischniewen/Kölmersdorf)           | Wiśniowo Ełckie (Wischniewen/Kölmersdorf)           |
| Haltepunkt / Haltestelle (Strecke außer Betrieb) · Strecke | 5,4                      | Kopijki (Goldenau)                                  | Kopijki (Goldenau)                                  |
| Haltepunkt / Haltestelle (Strecke außer Betrieb) · Strecke | 7,4                      | Krzywe (Rundfließ)                                  | Krzywe (Rundfließ)                                  |
| Kopfbahnhof Streckenende (Strecke außer Betrieb) · Strecke | 9,8                      | Zawady-Tworki (Sawadden/Grenzwacht)                 | Zawady-Tworki (Sawadden/Grenzwacht)                 |
| Kopfbahnhof Strecke ab hier außer Betrieb | 15,2                     | Sypitki (Sypittken/Vierbrücken)                     | Sypitki (Sypittken/Vierbrücken)                     |
| Brücke über Wasserlauf (Strecke außer Betrieb) |                          | Lega                                                | Lega                                                |
| Bahnhof (Strecke außer Betrieb) | 18,4                     | Pisanica (Pissanitzen/Ebenfelde)                    | Pisanica (Pissanitzen/Ebenfelde)                    |
| Haltepunkt / Haltestelle (Strecke außer Betrieb) | 23,0                     | Romanowo (Romanowen/Heldenfelde)                    | Romanowo (Romanowen/Heldenfelde)                    |
| Haltepunkt / Haltestelle (Strecke außer Betrieb) | 24,9                     | Borzymy (Borzymmen/Borschimmen)                     | Borzymy (Borzymmen/Borschimmen)                     |
| Haltepunkt / Haltestelle (Strecke außer Betrieb) | 26,6                     | Dudki Ełckie (Imionken/Petzkau)                     | Dudki Ełckie (Imionken/Petzkau)                     |
| Haltepunkt / Haltestelle (Strecke außer Betrieb) | 28,6                     | Grądzkie Ełckie (Gronsken/Steinkendorf)             | Grądzkie Ełckie (Gronsken/Steinkendorf)             |
| Bahnhof (Strecke außer Betrieb) | 30,6                     | Kalinowo (Kallinowen/Dreimühlen)                    | Kalinowo (Kallinowen/Dreimühlen)                    |
| Haltepunkt / Haltestelle (Strecke außer Betrieb) | 33,0                     | Maże (Maaschen/Maschen (Ostpreußen))                | Maże (Maaschen/Maschen (Ostpreußen))                |
| Haltepunkt / Haltestelle (Strecke außer Betrieb) | 35,6                     | Milewo (Millau)                                     | Milewo (Millau)                                     |
| Kopfbahnhof Streckenende (Strecke außer Betrieb) | 38,2                     | Turowo (Thurowen/Auersberg)                         | Turowo (Thurowen/Auersberg)                         |

Die Ełcka Kolej Wąskotorowa (früher Ełcka Kolej Dojazdowa, Lycker Kleinbahnen) ist eine Schmalspurbahn mit der Spurweite 750 mm in Polen in der Woiwodschaft Ermland-Masuren bzw. im ehemaligen Ostpreußen.

## Geschichte

### Lycker Kleinbahnen
In den Jahren 1868 bis 1885 entstand in der ostpreußischen Kreisstadt Lyck ein Knotenpunkt von Eisenbahnen, die die Ortschaften der Umgebung erschlossen. Allerdings fehlte nach der Jahrhundertwende noch ein Anschluss an das Schienennetz im Ostteil des Kreises, der sich zur Grenze nach Russisch-Polen hinzog.
Diese Lücke sollte durch die Lycker Kleinbahnen-AG geschlossen werden. Sie wurde vom Preußischen Staat, der Provinz Ostpreußen, dem Kreis Lyck und der Bahnbauunternehmung Lenz & Co GmbH gegründet.
Die erste Strecke führte von der Kreisstadt mit damals über 13.000 Einwohnern über Klein Lasken und Borzymmen (polnisch Borzymy) bis zum Grenzdorf Thurowen (polnisch Turowo), war 38 Kilometer lang und in Meterspur angelegt. Am 23. Oktober 1913 wurde der erste Abschnitt bis Borschimmen (Borzymmen) (25 km) eröffnet, der zweite war bei Beginn des Ersten Weltkrieges noch im Bau. Zwischen November 1914 und Februar 1915 kam es zu großen Zerstörungen, die Fahrzeuge wurden fast komplett zerstört oder nach Russland abtransportiert. Im Frühjahr 1915 wurden die Arbeiten wieder aufgenommen und am 1. Dezember 1915 konnte die Strecke mit neuen Betriebsmitteln in Betrieb genommen werden. Ebenfalls schon am 23. Oktober 1913 war eine Zweigstrecke von Klein Lasken (polnisch Laski Małe) nach Sawadden (polnisch Zawady-Tworki) hinzugekommen. Nach dem Wiederaufbau wurden moderne Scharfenbergkupplungen eingeführt.
Die Betriebsführung wurde der Ostdeutschen Eisenbahn-Gesellschaft (ODEG) in Königsberg übertragen, die die Aktien von Lenz & Co an der Bahn erworben hatte.
Am 30. Juni 1924 wurden die Lycker Kleinbahnen in die Insterburger Kleinbahn-AG eingegliedert, die sich anschließend Ostpreußische Kleinbahnen AG nannte.
Der Verkehr war spärlich. Zwischen Thurowen und Lyck verkehrten 1935 nur zwei Züge am Tag, zwischen Sawadden und Lyck nur ein Zug, nur an Werktagen.

### Nach 1945
Mit Ende des Zweiten Weltkriegs wurde das Einzugsgebiet der Strecke Polen zugeschlagen und die Schmalspurbahn in die Polnischen Staatsbahnen (PKP) eingegliedert. Der Betrieb wurde zunächst mit zwei Zugpaaren je Zweigstrecke wieder aufgenommen, die sich auf dem gemeinsam befahrenen Abschnitt Ełk–Laski Małe ergänzten.
1950 traf die PKP die Entscheidung, die Spurweite ihrer Schmalspurstrecken auf 750 mm zu vereinheitlichen. Daraufhin wurde auch diese Strecke 1951 von 1000 auf 750 mm umgespurt. Später wurde das Zugangebot auf bis zu vier Zugpaare je Zweigstrecke ausgeweitet.
Die Bahnstrecke wurde am 30. September 1991 zum technischen Denkmal erhoben, das konnte die Einstellung des Verkehrs aber nicht verhindern.
Am 15. November 2000 endete der fahrplanmäßige Personenverkehr auf der Zweigstrecke Laski Małe–Zawady-Tworki, auf der Hauptstrecke Ełk–Turowo verkehrte nur noch ein Zugpaar. Am 14. Juni 2001 endete dieser Restbetrieb.
Nach Einstellung des Betriebs auf allen polnischen Schmalspurbahnen im Herbst 2001 wurde die Ełcka Kolej Dojazdowa am 1. Januar 2002 von der Stadt Ełk übernommen. Seitdem wird die Bahn als Ełcka Kolej Wąskotorowa bezeichnet. Im Sommer wird regelmäßiger Touristenverkehr mit Diesellokomotive und Personenwagen auf dem Abschnitt Ełk–Sypitki angeboten. Die Strecke steht inzwischen unter Denkmalschutz.

## Fahrzeuge
Bei Betriebsaufnahme gab es vier Lokomotiven der Achsfolge 1’B, acht Personenwagen, zwei Post-/Gepäckwagen und 36 Güterwagen.
1913 wurden vier 1’B-Lokomotiven von Jung geliefert. Bei den Kampfhandlungen 1914/1915 litten auch die Betriebsmittel. Einige der Lokomotiven wurden wahrscheinlich nach Polen und später nach Russland abtransportiert. So wurden 1915 noch einmal zwei, zu den 1913 gelieferten baugleiche, Lokomotiven bei Jung bezogen. 1916 und 1920 wurden insgesamt drei weitere Lokomotiven mit der Achsfolge 1’C geliefert, ähnlich denen an die Pillkaller Kleinbahn gelieferten Lokomotiven PKB Nr. 21 bis 25.
1939 standen diese fünf Dampflokomotiven, neun Personen-, zwei Pack- und 37 Güterwagen zur Verfügung.
Alle fünf Lokomotiven kamen nach der Umspurung bei anderen polnischen Meterspurbahnen zum Einsatz. Die 1920 gelieferte ehemalige Lok 5, zuletzt als Ty6-3326 bezeichnet, wurde 1978 abgestellt und steht seit 2010 optisch aufgearbeitet im Eisenbahnmuseum Sochaczew in Warschau.
Nach Umspurung auf 750 mm kamen Lokomotiven der Baureihe Px48 zum Einsatz. Typisch für die Ełcka Kolej Dojazdowa war der Einsatz von Diesellokomotiven der Baureihe PKP-Baureihe Lyd1, die ab 1967 zum Einsatz kamen und für Personenzüge verwendet wurden. Ab 1987 erhielt die Ełcka Kolej Dojazdowa Personenwagen der Bauart „Bxhpi“ aus rumänischer Produktion mit der Herstellerbezeichnung „A208P“. Erst ab 1996 kamen Triebwagen der Baureihe MBxd2 nach Einstellung des Betriebs auf der Gdańska Kolej Dojazdowa und der Opalenicka Kolej Dojazdowa von diesen Bahnen nach Ełk. Für den touristischen Verkehr waren 2021 eine Lyd1 und eine Px48 vorhanden, die bei besonderen Anlässen angeheizt wurden.